# Ulf Adelsohn
Ulf Adelsohn (ur. 4 października 1941 w Sztokholmie) – szwedzki prawnik i polityk, w latach 1981–1986 przewodniczący Umiarkowanej Partii Koalicyjnej, były minister i deputowany.

## Życiorys
Z wykształcenia prawnik, ukończył w 1968 studia na Uniwersytecie w Sztokholmie. Od 1966 był jednocześnie przewodniczącym konserwatywnego zrzeszenia studentów. Następnie w latach 1970–1973 pracował jako asystent w dyrekcji SACO – Centralnej Organizacji Akademików Szwecji. Od 1973 do 1976 był urzędnikiem w wydziale komunikacji władz miejskich Sztokholmu. W latach 1976–1979 był burmistrzem Sztokholmu. Od 1979 do 1981 w rządzie Thorbjörna Fälldina pełnił funkcję ministra infrastruktury (w randze szefa departamentu). W latach 1981–1986 był przewodniczącym Umiarkowanej Partii Koalicyjnej. Od 1982 do 1988 sprawował mandat posła do Riksdagu. W latach 1992–2001 kierował administracją regionu Sztokholm. Później do 2011 był prezesem państwowego operatora kolejowego SJ AB.
Jest mężem polityk Leny Adelsohn Liljeroth.